# Belgien i olympiska sommarspelen 1912
Belgien deltog med 36 deltagare vid de olympiska sommarspelen 1912 i Stockholm. Totalt vann de två guldmedaljer, en silvermedalj och tre bronsmedaljer.

## Medaljer

### Guld
- Paul Anspach - Fäktning, värja.
- Paul Anspach, Henri Anspach, Robert Hennet, Orphile de Montigny, Jacques Ochs, François Rom, Gaston Salmon och Victor Willems - Fäktning, värja.

### Silver
- Polydore Veirman - Rodd, singelsculler.

### Brons
- Philippe le Hardy de Beaulieu - Fäktning, värja.
- Emmanuel de Blommaert - Ridsport, hoppning.
- Victor Boin, Félicien Courbet, Herman Donners, Albert Durant, Oscar Grégoire, Jean Hoffman, Herman Meyboom, Pierre Nijs och Joseph Pletinckx - Vattenpolo.